# Правителство на Климент 1
Правителството на епископ Климент Браницки е второ по ред правителство на Княжество България, назначено с Указ № 334 от 24 ноември 1879 г. на княз Александър I Батенберг. То има характер на преходно правителство в условията на политическа криза, предизвикана от отказа на либералите да управляват заедно с консерваторите, който става причина за разпускането на I обикновено народно събрание от княза.
Управлява до 26 март 1880. Наследено е от първото правителство на Драган Цанков.

## Предистория
В края на септември 1879 г. при изборите за I обикновено народно събрание Либералната партия достига изборна победа. При парламентарните дебати либералите обвиняват правителството на консерваторите в противоконституционност и на практика изказват вот на недоверие на кабинета Бурмов. От друга страна, Русия настоява, с цел стабилизиране политическата обстановка в Българското княжество, да се образува коалиционно правителство. Съобразявайки се с това, Александър I възлага на Петко Каравелов да състави кабинет с участието на консерваторите. Нежеланието им да влязат в коалиция е използвано като основание князът да възложи образуването на нов кабинет на Консервативната партия (въпреки надмощието на либералите в парламента). Непосредствено след неговото съставяне князът засилва натиска над руската дипломация, надявайки се Русия да го подкрепи в стремежа му за промени в Търновската конституция.

## Съставяне
Кабинетът, оглавен от епископ Климент Браницки, е съставен от членове на Консервативната партия, които са фаворизирани от княза, и руски генерал начело на военното министерство.

### Кабинет
Министерският съвет се сформира от 6 министри и един министър-председател.
| министерство                      | име | име                   | партия               |
| --------------------------------- | --- | --------------------- | -------------------- |
| председател на Министерския съвет |     | Климент Браницки      | Консервативна партия |
| външни работи и изповедания       |     | Григор Начович        | Консервативна партия |
| вътрешни работи                   |     | Димитър Греков (упр.) | Консервативна партия |
| народно просвещение               |     | Климент Браницки      | Консервативна партия |
| финанси                           |     | Григор Начович (упр.) | Консервативна партия |
| правосъдие                        |     | Димитър Греков        | Консервативна партия |
| военен                            |     | Пьотр Паренсов        | военен               |

### Промени в кабинета

#### от 29 ноември 1879
- На мястото на управляващия министър на вътрешните дела е назначен руският губернатор от Временното руско управление Владимир Рогге.

| министерство    | име | име                   | партия     |
| --------------- | --- | --------------------- | ---------- |
| вътрешни работи |     | Владимир Рогге (упр.) | безпартиен |

#### от 19 януари 1880
- След януари 1880 г. до 24 март 1880 г. ръководството на вътрешните дела поема консерватора Тодор Икономов.

| министерство    | име | име            | партия               |
| --------------- | --- | -------------- | -------------------- |
| вътрешни работи |     | Тодор Икономов | Консервативна партия |

#### от 22 март 1880 г.
- През март 1880 г. военното министерство се поема от Павел Плеве, след отзоваване на Пьотър Паренсов в Русия за противопоставяне на опитите на княз Александър I Батенберг да назначи австрийски и пруски офицери.

| министерство | име | име                | партия |
| ------------ | --- | ------------------ | ------ |
| военен       |     | Павел Плеве (упр.) | военен |

## Управление
За краткия период на управлението си вторият кабинет на консерваторите успява да прокара в Народното събрание закон за организирането и дейността на българската армия („Привременно положение“ – 17 декември 1879), с което въоръжените сили на Княжеството са утвърдени (в нарушение на Берлинския договор) като постоянна армия с обща задължителна повинност за мъжете.
Приоритетен въпрос във вътрешната политика остава организацията на държавния апарат. Сменени са трима от общо пет губернатори в княжеството. В края на 1879 г. правителството започва да заседава съвместно с Константин Стоилов, ръководител на княжеската канцелария и това скоро се затвърждава като практика. Във външната политика стремежът е към засилване на контактите с европейските държави, установяване на нови дипломатически връзки и излизане на Княжеството от международната изолация.
През януари 1880 г. са проведени нови парламентарни избори, които убедително печели партията на либералите. На 24 март 1880 г., притиснат от либералното мнозинство във II обикновено народно събрание, монархът е принуден, след едно продължително посещение в Петербург да разпусне Климентовия кабинет и да назначи министерски съвет начело с водача на либералите Драган Цанков.